# Atimet Arquiatre
Atimet Arquiatre (en llatí Atimetus Archiater) era un metge romà que va viure al segle i. És probablement una persona diferent del metge Publi Atti Atimet, ja que va viure en un temps posterior a l'emperador August, perquè el títol d'arquiatre no es va donar fins a la meitat del segle i.